# Homerazzi
«Homerazzi» (рус. Гомер — папарацци) — шестнадцатая серия восемнадцатого сезона мультсериала «Симпсоны».

## Сюжет
В свой день рождения Гомеру никак не удается задуть свечи на праздничном торте. Истощенный и в ярости он проводит час за этим занятием, пока не погасит свечи в результате несчастного случая, во время которого в доме Симпсонов начинается пожар.
После пожара Мардж приходит к выводу, что в пламени пожара они едва не потеряли ценные вещи их семьи. Она решает принять меры, чтобы сохранить все самое ценное, что у них есть. Она решает приобрести огнеопасный сейф и каждый член семьи получает право положить туда то, что считает самым ценным. Мардж кладет семейный альбом, Гомер и дети кладут игрушки и одеколон. Вдруг одна из игрушек Барта вызывает пожар внутри сейфа и альбом Мардж сгорает в пламени.
Эта трагедия заставляет Мардж переснять все фотографии, которые они имели раньше. Во время одной из съемок одна из выдающихся личностей города попадает случайно в фото в скандальной ситуации. Симпсоны решают продать фотографию желтой прессе и они получают за нее большие деньги. Таким образом, Гомер решает стать папарацци и зарабатывать на скандалах знаменитостей Спрингфилда.
Гомер быстро становится одним из ведущих папарацци города и его невозможно остановить. На свадьбе Райнера Вульфкасла Гомер своим поведением и скандальными съемками унижает несколько гостей и они решают отомстить Гомеру. Им удается сделать такие же унижающие фотографии Гомера, которые тоже публикуют в бульварной прессе. Подавленный позором, Гомер решает покончить с профессией папарацци, но под влиянием Мо он решает сделать еще несколько снимков напоследок. Между тем знаменитости Спрингфилда, не подозревая, что Гомер вернулся к папарацци, веселятся на вечеринке во время довольно компрометирующих ситуаций. Появление Гомера застает их врасплох и они даже не пытаются скрыться от него.
В отчаянии Райнер Вульфкасл спрашивает Гомера, почему он их преследует, и умоляет оставить их в покое и не публиковать скандальные фотографии. Гомер соглашается при условии, что знаменитости будут тоже лучше относиться к фанатам и ко всем сторонникам в целом. Серия заканчивается сценой вечеринки на нефтяной платформе, куда Райнер Вульфкасл пригласил всех, чтобы выразить свою благодарность за счастливый конец истории.